# Phlegmariurus tetragonus
Phlegmariurus tetragonus är en lummerväxtart som först beskrevs av William Jackson Hooker och Robert Kaye Greville, och fick sitt nu gällande namn av B. Øllg. Phlegmariurus tetragonus ingår i släktet Phlegmariurus och familjen lummerväxter. Inga underarter finns listade i Catalogue of Life.